# Halo Graphic Novel
La Halo Graphic Novel (in inglese The Halo Graphic Novel) è un romanzo a fumetti incentrato sulla saga di fantascienza militare e sulla serie di videogiochi di Halo pubblicato dalla Marvel Comics in collaborazione con la Bungie. Il graphic novel rappresentò la prima opera relativa alla serie proposta sotto forma di vignette e si concentra su aspetti dell'universo di Halo fino ad allora inesplorati.
La maggior parte del libro è divisa in quattro racconti curati da diversi scrittori e artisti legati all'industria videoludica per computer o ai fumetti. Ogni storia si concentra su diversi aspetti, rivelando storie tangenti alla trama principale dei giochi. Oltre alle storie, il libro contiene anche un'ampia galleria di immagini realizzata con il contributo di Bungie, Marvel e di altre fonti indipendenti.
Pubblicata il 19 luglio 2006, l'opera ha riscosso il placet della critica, con i revisori che hanno notato una discreta coesione del lavoro nel suo insieme, malgrado la diversità dei temi affrontati. Il successo del romanzo spinse la Marvel ad annunciare l'uscita futura di una nuova serie di fumetti in edizione limitata, Halo: Uprising, e di altri lavori legati al mondo di Halo.

## Trama
Il graphic novel comprende 128 pagine e quattro storie principali; ognuna di esse ha un'introduzione curata dai creatori dell'opera che fornisce dettagli sulle loro idee relative alla trama o sulle loro esperienze che si aggiungono alla tradizione di Halo.

### L'Ultimo Viaggio della Infinite Succor
"L'Ultimo Viaggio della Infinite Succor" si svolge durante gli eventi di Halo: Combat Evolved. Il comandante delle operazioni speciali Covenant Rtas 'Vadumee e la sua squadra vengono inviati per rispondere alla richiesta di soccorso di una nave agricola Covenant, la Infinite Succor. Temendo inizialmente che potrebbe essere stata attaccata dagli umani, 'Vadumee e il suo seguito scoprono invece che la nave è stata infestata dai parassiti Flood, i quali acquisiscono la conoscenza di coloro che infettano e stanno cercando di usare il nave per sfuggire alla prigione. Combattendo ondate di Flood, inclusi i vecchi compagni caduti e rianimati dai suoi nemici, dopo aver riportato delle ferite e aver perso le mandibole sinistre della mascella, 'Vadumee traccia un percorso per un viaggio nell'iperspazio in direzione del sole del sistema che distrugge la "Infinite Succor" e i Flood, dopodiché scappa tramite una navetta Covenant come unico sopravvissuto.
La premessa centrale dietro la trama di "L'Ultimo Viaggio della Infinite Succor" era quella di mostrare il vero pericolo rappresentato dai Flood e del mondo bellico dell'universo Covenant, allo scopo di fornire un'immagine più lungimirante dell'alleanza di razze aliene quale semplice carne da macello sotto i colpi dei giocatori. La storia andò scritta da Lee Hammock, mentre a preoccuparsi dei disegni fu Simon Bisley. Hammock descrisse il processo di scrittura della storia come un «compito avvincente», poiché egli doveva rispettare la personalità dei protagonisti, non generare discrepanze nelle trame dell'universo di Halo e cercare di suscitare interesse nei fan della serie. Queste difficoltà sono state mitigate dalla conoscenza che gli appassionati non erano così intimamente legati al passato di Rtas come lo erano a personaggi del calibro di Master Chief; ciò consentì all'autore ampio spazio di manovra, consentendogli di «portare qualcosa di nuovo in tavola».

### Test d'armatura
Nell'universo di Halo, a supervisionare la Terra e le varie colonie dell'umanità è il Comando spaziale delle Nazioni Unite (UNSC). Di fronte alla superiorità tecnologica dei Covenant, la principale speranza dell'umanità è rappresentata dalla tenacia degli Spartan, dei supersoldati d'élite dotati di armature speciali e sottoposti a un processo di modifica genetica che ne accresce i riflessi e le abilità. Il protagonista della saga, Master Chief, è uno dei pochi Spartan ancora in servizio attivo al momento degli eventi di Halo: Combat Evolved. "Test d'armatura" si svolge poco prima dell'inizio di Halo 2, mentre l'UNSC sperimenta sul campo una nuova versione dell'armatura Spartan con una serie di prove che si rivelano impegnative per tutti i soggetti coinvolti. A un certo punto, uno dei candidati Spartan decide di mettere alla prova la sua armatura lanciandosi in caduta libera nell'atmosfera terrestre e ingaggiando una battaglia simulata contro le forze speciali UNSC. Si scopre che questa Spartan è una donna, tale Maria-062, non più operativa sul campo ma tornata in azione a titolo di favore per valutare la nuova attrezzatura prima che questa venga inviata al Master Chief.
Il concept della storia è stato ispirato dal libro Skunkworks, il quale ripercorre una serie di test militari avvenuti a Lockheed. In realtà, come specificato nel testo, l'idea che l'attrezzatura adoperata da Master Chief in Halo 2 venisse prima messa alla prova fu un'ipotesi che la Bungie aveva già valutato nelle fasi di sviluppo del gioco, scegliendo poi però di scartarla. "Test d'armatura" fu opera della penna di Jay Faerber, delle matite di W. Andrew Robinson e dei colori di Ed Lee.

### Interruzione di Quarantena
Allo stesso modo de "L'Ultimo Viaggio della Infinite Succor", "Interruzione di Quarantena" si occupa del contagio causato dai Flood durante gli eventi di Halo. Mentre nel primo capitolo si narra la storia dal punto di vista dei Covenant, "Interruzione di Quarantena" mette in evidenza la fuga di Avery Johnson dai Flood. Il sergente è un personaggio minore in Halo: Combat Evolved, ma il suo peso cresce nei due capitoli successivi; mentre il romanzo Halo: Il primo attacco spiega che Johnson riesce a resistere al contagio a causa di una particolare predisposizione genetica, nessun'altra storia fino a quel momento spiegava la fuga di Johnson dall'Installazione 04, sede degli eventi di Halo: Combat Evolved. "Interruzione di Quarantena" rappresenta un esempio dei tentativi dei Bungie di espandere gli archi narrativi dei personaggi secondari che non avrebbero l'opportunità di essere spiegati nella trama principale. A differenza delle altre storie, quella in esame non contiene dialoghi, ma soltanto effetti sonori delle armi resi in giapponese. A curare sia le immagini sia la trama fu Tsutomu Nihei, un fumettista specializzato nella realizzazione di manga che trasse ispirazione direttamente dalle ambientazioni presenti nei videogiochi.

### Seconda Alba su Nuova Mombasa
Verso l'inizio di Halo 2, i Covenant si imbattono nel più intimo segreto custodito dall'umanità, la posizione della Terra, e concentrano le proprie forze in un attacco diretto contro la città di Nuova Mombasa, in Kenya. Quando i giocatori arrivano alla città in Halo 2, questa è deserta. "Seconda Alba", le cui vicende si svolgono durante l'attacco, spiega la situazione antecedente e contemporanea all'invasione. La storia è raccontata attraverso gli occhi di un giornalista che crea propaganda per l'UNSC. Quando i Covenant invadono la città, il giornalista e i concittadini cercano di allestire una difesa di fortuna, fino a quando non sono costretti a fuggire mentre Nuova Mombasa sembra destinata alla distruzione.
La Bungie descrisse "Seconda Alba" come un tentativo di dare un volto umano al conflitto esponendo gli effetti della guerra dalla prospettiva di un cittadino qualunque. La storia venne scritta da Brett Lewis, con i disegni forniti da Jean Giraud. Quest'ultimo spiegò che la passione di suo figlio nei confronti della serie lo spinse alla fine ad accettare la proposta di lavoro; prima di curare l'opera, egli non aveva mai giocato ai videogame.

### Galleria finale
Collocata dopo la sequenza principale delle storie, nel romanzo a fumetti è presente una selezione di rappresentazioni artistiche che immortalano degli elementi dell'universo di Halo così come immaginati da parte di numerosi fumettisti. Tra le collaborazioni si segnala la partecipazione di Doug Alexander, Rick Berry, Geof Darrow e di altri trenta collaboratori circa ancora, sia freelance che legati alla Bungie, incluso il principale compositore della colonna sonora Martin O'Donnell.
Alcuni articoli promozionali vennero creati prima della data di uscita di Halo Graphic Novel, inclusa un'anteprima di sedici pagine, pubblicata il 31 maggio 2006, che conteneva le introduzioni della Bungie a ciascuna storia insieme a brevi estratti di ciascuna storia. Un poster a colori della copertina del libro fu pubblicato il 28 giugno 2006.

## Storia editoriale
Le origini del graphic novel vanno ricercate nel tentativo eseguito da parte della Microsoft e della Bungie di provare a espandere la serie di Halo, ponendo nello specifico l'accento sui fumetti e sui romanzi come spunti principali. Avendo deciso alla fine di procedere con un romanzo in stile fumettistico, il responsabile dello sviluppo del franchise di Microsoft Eric Trautmann comunicò alla platea di appassionati che vi era un lavoro in corso, di cui avrebbe guidato la realizzazione di una bozza scritta da John Ney Rieber e illustrata da Adi Granov. Alla Bungie tale idea non piaceva, così come gli autori contattati da Trautmann, con l'art director Lorraine McLees che definì gli schizzi iniziali del progetto «un grumo di carbone». La Bungie chiese che la scelta degli artisti e degli scrittori potesse ricadere in capo all'azienda sviluppatrice della saga di videogiochi. Pete Parsons, il direttore dello studio di Bungie, voleva assumere Alan Moore e Joe Kubert per il graphic novel, sebbene Trautmann fosse molto scettico sul fatto che professionisti di così alto profilo potessero interessarsi a un progetto simile.
Dopo molti tentativi di negoziazione falliti, Lorraine suggerì alla Bungie di finanziare e modificare il romanzo stesso prima di contattare un editore, circostanza che avrebbe consentito all'azienda di preservare le direttive in merito al contenuto e perseguire l'operazione senza alcun intervento esterno. La lead designer Maria Cabardo stilò un elenco di scrittori e di artisti intitolato simpaticamente «dream team» ammirati dalla Bungie e, dopo una fase di negoziazione, l'impresa con sede a Bellevue fu in grado di ottenere dei contributi da molti degli autori menzionati nell'elenco. Incoraggiati dal loro successo nell'avvicinarsi a quelle personalità che rispettavano e gradivano, tra cui il cartonista britannico Simon Bisley e l'artista francese Jean Giraud, l'avanzamento funzionale a delimitare i confini di Halo Graphic Novel venne descritto come «una bella spinta morale per il nostro team [...] alla presenza di persone attivo nel mercato dei fumetti che adoriamo».
Il romanzo fu completato dopo un ciclo di sviluppo durato due anni e la Bungie rimase alla costante ricerca un editore, propendendo alla fine per la Marvel Comics. La Bungie affermò in seguito che la «passione per Halo» e la «portata nell'industria dei fumetti e dell'editoria» della Marvel si rivelarono i fattori decisivi per volgere lo sguardo verso la famosa azienda. La Bungie lavorò al fianco del direttore dello sviluppo della Marvel Ruwan Jayatilleke, uno dei primi sostenitori del progetto, aiutando nelle operazioni di distribuzione e pubblicazione del romanzo.
Le storie stesse furono pensate come scorci nell'universo di Halo, incluse informazioni sulla gerarchia interna dell'alleanza di razze aliene nota come Covenant, nonché dettagli riguardanti elementi del retroscena non ancora rivelati fino ad allora. Jarrard spiegò a tal proposito: «Le storie che accadono fuori campo, ovvero gli eventi paralleli agli archi narrativi che i nostri fan conoscono già, sono le storie che volevamo davvero raccontare». Jarrard descrisse inoltre il lavoro come un tentativo di allontanarsi dalla storia di Master Chief, il personaggio centrale del franchise, per concentrarsi invece su quelli che credevano essere i temi centrali nascosti dietro l'universo di gioco, come mantenere la speranza di fronte a probabilità schiaccianti e la lotta dell'umanità per la sopravvivenza; «[tutti temi che andavano oltre] un super soldato geneticamente potenziato che si armava di un paio di armi e prendeva a calci qualche alieno». Le quattro storie confluite nella versione finale erano state ritenute «le più interessanti dalla Bungie e dagli autori [del romanzo]». Sebbene la Bungie avesse creato le sequenze narrative presenti in Halo Graphic Novel, la Marvel sottolineò l'importanza di fornire una struttura per ogni storia che i vari artisti e scrittori avrebbero dovuto raccontare senza mettere a repentaglio le proprie idee. L'artista Simon Bisley dichiarò nel corso di un'intervista: «Lo sforzo da compiere era quello di far sembrare i personaggi molto simili a quelli del gioco. Al di là di questo dettame, mi è stata concessa carta bianca per interpretare la sceneggiatura e l'azione» in base a ciò che gli artisti e gli sceneggiatori avevano suggerito.

## Accoglienza
La reazione della critica, a prescindere da giudizi compiuti da fan della serie di videogiochi o da personaggi del mondo dei fumetti, è stata positiva. UGO Networks ha elogiato il romanzo, avendo ritenuto la ricchezza dei contributi apportati da artisti conosciuti al pubblico e la validità del materiale legato all'universo di Halo come i maggiori punti di forza dell'opera. In virtù di queste motivazioni, il voto assegnato è stato B+. Mike Deeley di Comics Bulletin ha riconosciuto i pregi del testo con particolare riferimento alla vasta gamma dei diversi stili narrativi e artistici presenti; infatti, nonostante quest'apparente distanza tra i temi trattati, il romanzo a fumetti è riuscito comunque a suo giudizio a conservare una sua coesione. Tra gli altri capitoli che hanno ricevuto un'attenzione particolare figurava il lavoro di Tsutomu Nihei su "Interruzione di Quarantena", applaudito per i suoi disegni vividi e la sua scelta di preferire il valore delle immagini piuttosto che quello dei dialoghi.
Alcuni revisori hanno espresso il loro disappunto per l'attenzione del romanzo su personaggi ed eventi minori, mentre Master Chief, figura più iconica della saga, era stato relegato alle pagine della galleria finali e a una breve apparizione nella prima storia. Al contrario, GameTrailers ha elogiato la Bungie per la scelta di non concentrarsi sul personaggio principale. Ogni testata ha proposto una diversa storia come punto debole della raccolta; sia IGN che GameTrailers hanno individuato in "Test d'armatura" il tallone d'Achille per via del minor impatto emotivo, sia pur riconoscendo un gran finale a sorpresa e una grande cura dei disegni.
Al momento della messa in commercio, Halo Graphic Novel si rivelò un «successo raro» per il genere dei videogame trasposti nel mondo dei fumetti, avendo raggiunto il secondo posto su entrambi i grafici delle vendite redatti da Nielsen BookScan e Diamond. Si ipotizza la pubblicazione di almeno 100.000 copie, con il fumetto che continuò a ottenere ottimi numeri in termini di vendite anche mesi dopo il suo debutto negli USA. Il successo del romanzo spinse la Marvel Comics e la Bungie ad annunciare l'uscita una serie di fumetti mensile in quattro numeri incentrata su Halo durante il Comic-Con 2006 tenutosi a San Diego, in California, e intitolata Halo: Uprising. Nonostante i ritardi, il primo numero della serie limitata vide la luce il 22 agosto 2007.
Dark Horse ha pubblicato una nuova edizione del graphic novel nel 2021.